# Crateva religiosa
Crateva religiosa ist eine Pflanzenart, die zur Familie der Kaperngewächse (Capparaceae) gehört. Sie kommt weitverbreitet in den tropischen Zonen Asiens vor. Sie besitzt Standorte in China, Taiwan, Bhutan, Nepal, Myanmar, Thailand, Kambodscha, Vietnam, Indien, Sri Lanka, Indonesien, auf den Philippinen und auf Pazifischen Inseln.

## Beschreibung

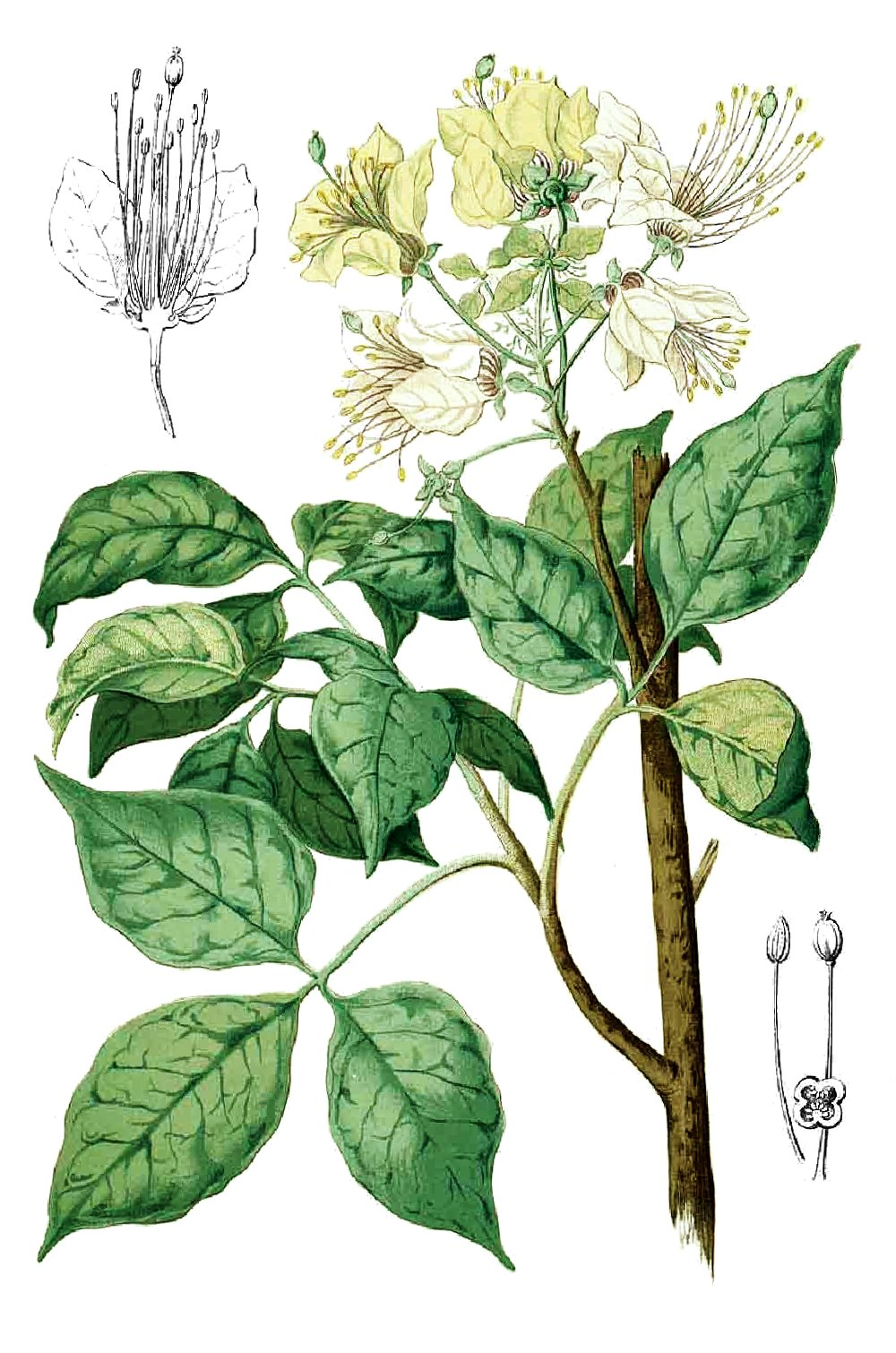
Illustration

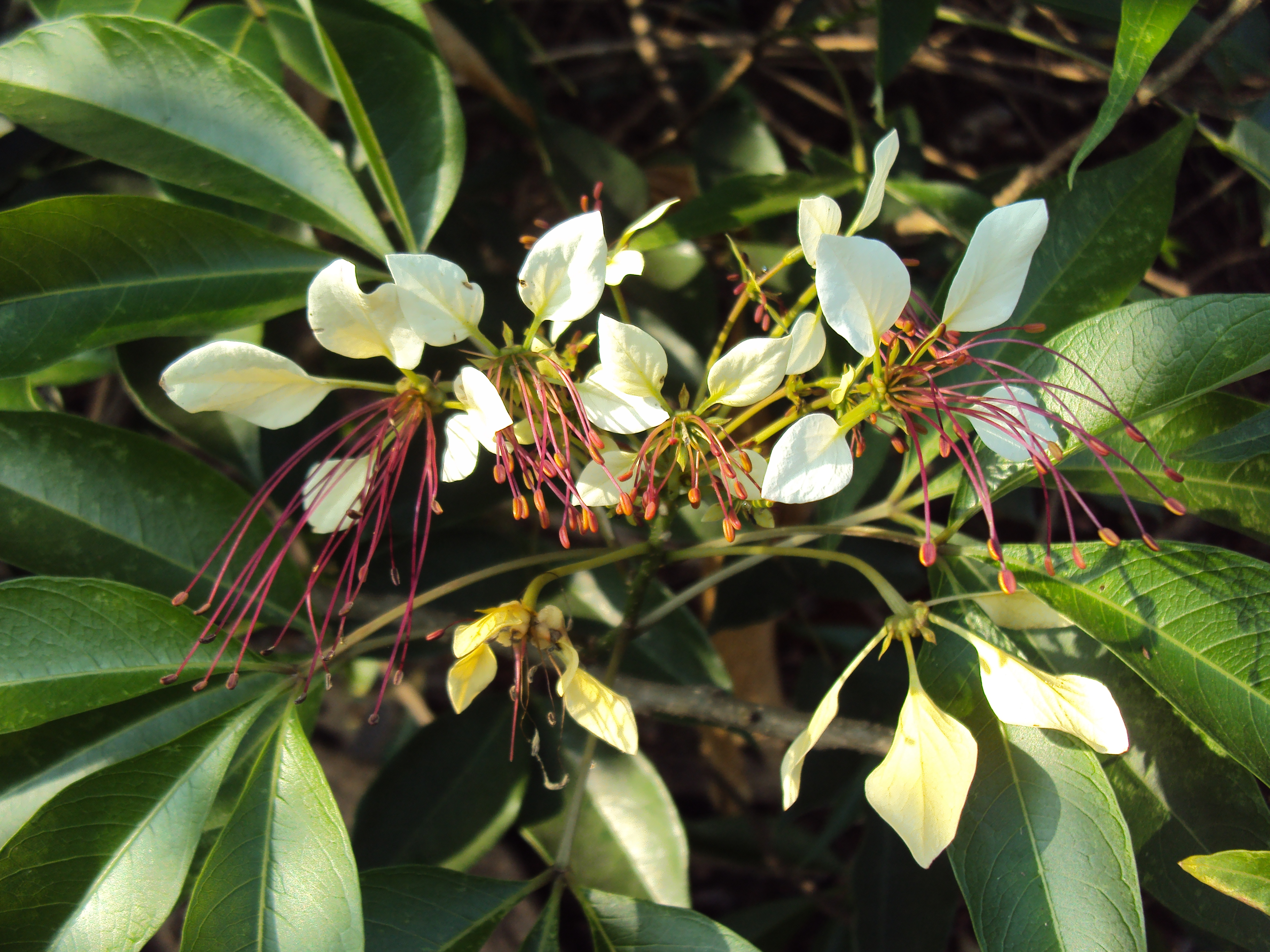
Blütenstand

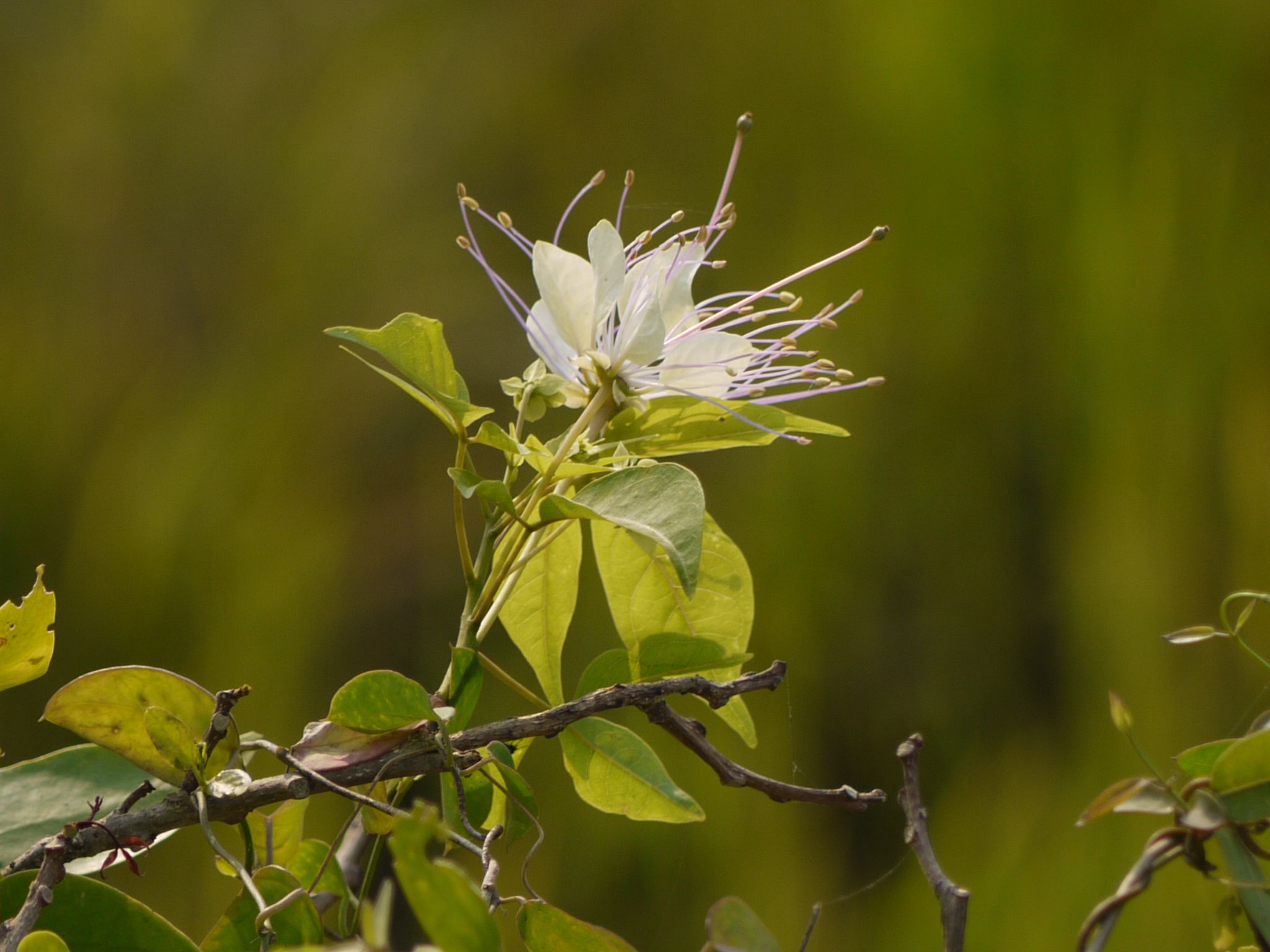
Zweig mit Laubblättern und Blüten

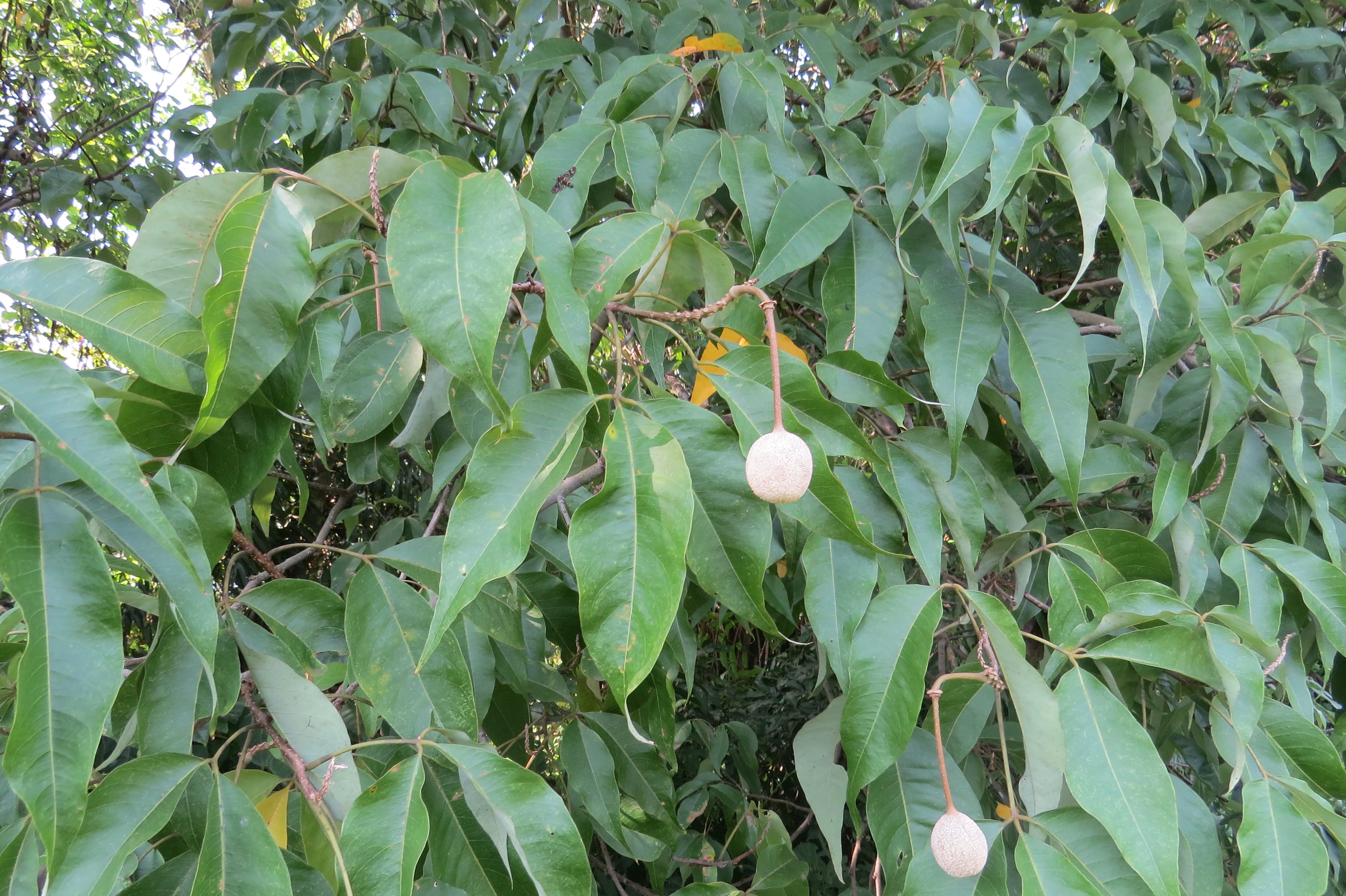
Früchte

### Vegetative Merkmale
Crateva religiosa wächst als laubabwerfender Baum, der Wuchshöhen von 3 bis 15 Meter und Stammdurchmesser von 40 Zentimetern (BHD) erreichen kann. Die Pflanzenteile besitzen keine Haare (Trichome). Die Rinde der Zweige ist hellgrün bis gelblich-grün wenn sie trocken ist mit grauen verlängerten Lentizellen.
Die wechselständig angeordneten Laubblätter sind in Blattstiel und Blattspreite gegliedert. Die meist 6 bis 7 (5 bis 10) cm langen Blattstiele besitzen nahe der Rhachis winzige dreieckige Drüsen. Die unpaarig gefiederten Blattspreiten sind aus drei Fiederblättchen zusammengesetzt. Die Fiederblättchen besitzen einen anfangs dünnen, später dicker werdenden, meist 3 bis 5 (selten bis 7) mm langen Stiel. Die dünnen und ledrigen Fiederblätter sind mit einer Länge von meist 5,5 bis 7 (4 bis 10) cm und einer Breite von (selten 2 bis) 3 bis 4 cm zwei- bis zweieinhalbmal so lang wie breit. Auf beiden Seiten des rötlichen Mittelnervs befinden sich fünf bis zehn Seitennerven, auch die Netznerven sind gut erkennbar. Das Endfiederblatt besitzt eine asymmetrische Basis. Die Nebenblätter sind klein und dreieckig.

### Generative Merkmale
An den Enden neuer Zweige, an denen kurz unterhalb der Blüten weniger Laubblätter ausgebildet sind, stehen schirmtraubige oder traubige Blütenstände mit 10 bis 25 Blüten. Nach der Blütezeit verlängert sich die Blütenstandsachse etwas und auf ihr bleiben nach dem Abfallen der Blüten deutliche Narben zurück. Die früh abfallenden Tragblätter sind laubblattähnlich oder schmal und 0,8 bis 1,5 cm lang.
Die Blütenstiele weisen eine Länge von 2 bis 5 cm auf. Die Blüten öffnen sich zwischen März und Mai, bevor sich die Laubblätter entfalten. Die meist zwittrigen Blüten sind mehr oder weniger radiärsymmetrisch und vierzählig mit doppeltem Perianth. Die vier eiförmigen, grünlichen Kelchblätter weisen eine Länge von 2 bis 4,5 mm und eine Breite von 1,5 bis 3 mm auf. Die vier weißen bis gelben Kronblätter sind 3,5 bis 5 mm lang, gekielt und die Kronblattspreite ist 1,5 bis 2,2 cm lang. Es sind meist 16 bis 22, selten bis 30 Staubblätter vorhanden, mit 3 bis 6 cm langen Staubfäden, die an der Basis 1 bis 4 mm lang verwachsen sind sowie 2 bis 3 mm langen Staubbeuteln. Es wird ein 3,5 bis 6,5 cm langes Gynophor ausgebildet. Verwachsene Staubblätter und Gynophor ergeben zusammen ein Androgynophor. Der oberständige, einkammerige Fruchtknoten ist mit einer Länge von 3 bis 4 mm und einem Durchmesser von 1 bis 2 mm eiförmig bis fast zylindrisch. Es sind viele Samenanlagen vorhanden. Es ist eine Nektarium vorhanden.
Es werden an dicken Stielen herabhängende, eiförmige bis verkehrt-eiförmige, 1,8 bis 2,6, selten bis 3,5 cm lange Beeren gebildet, die 25 bis 50 Samen enthalten. Das ledrige, 5 bis 10 mm dicke Perikarp ist grau- bis staubfarben mit fast kreisförmigen, asch-gelben Flecken. Die dunkelbraunen Samen sind 1,2 bis 1,8 cm groß und warzig. Die Früchte reifen meist zwischen Juli und August, manchmal bis Oktober.
Die Chromosomenzahl beträgt 2n = 26.

## Ökologie
Crateva religiosa kann Pflanzengallen ausbilden, die durch den Zweiflügler Neolasioptera crataevae induziert werden.
Besucher von Crateva religiosa sind meistens Honigbienen, aber auch von einer Mottenart aus der Überfamilie der Gelechioidea, vom Monarchfalter, vom Großen Kohlweißling, von Wespen aus der Familie der Faltenwespen und sogar von Vögeln wie dem Halsbandsittich oder von Vögeln aus der Familie der Nektarvögel wird Crateva religiosa besucht.

## Systematik
Diese Art wurde 1786 mit der Schreibweise Crataeva durch Johann Georg Adam Forster in Dissertatio...De Plantis Esculentis Insularum Oceani Australis, S. 45–46 und im gleichen Jahr in Fl. Ins. Austr., S. 35 mit einer kurzen Beschreibung veröffentlicht. Die Schreibweise Crateva religiosa ist gültig.

## Sonstiges
Religiöse Bedeutung hat Crateva religiosa bei Hindus in Nordindien. Pflanzenteile werden auch von der Ayurvedischen Medizin verwendet.
Die als giftig geltenden Früchte werden manchmal geröstet gegessen.
Der Ort Ibusuki hat sich Crateva religiosa als Symbolpflanze ausgesucht. In Indien war sie bereits Briefmarkenmotiv.

## Ergänzende Literatur
- S. Sahoo, S. K. Mishra, P. K. Panda et al.: Antimycotic Potential of Cratavea Religiosa Hook and Forst Against Some Selected Fungal Pathogens. (PDF; 39 kB), In: Acta Poloniae Pharmaceutica – Drug Research. 65(2), 2008, S. 245–247.